# Biblioteca Alfonso Palacio Rudas
La Biblioteca Alfonso Palacio Rudas, que se encuentra en la Casa Museo Ricardo Gómez Campuzano, es un pequeño centro cultural ubicado al norte de Bogotá (Colombia) mantenido por la Biblioteca Luis Ángel Arango del Banco de la República, el banco central del país.

## Origen de la biblioteca
El fondo bibliográfico Alfonso Palacio Rudas fue, junto con el fondo del filósofo Nicolás Gómez Dávila, la principal biblioteca privada de Colombia a mediados de los años noventa. Luego del fallecimiento de Palacio Rudas en 1996, su biblioteca de 41 457 volúmenes pasó a formar parte de las colecciones de la Biblioteca Luis Ángel Arango.
Esta institución, que había recibido en comodato la casa del maestro Ricardo Gómez Campuzano al norte de Bogotá (con su colección de cerca de 431 obras de arte), optó por abrir en este espacio un pequeño centro cultural que permitiera ampliar su actividad en el norte de la ciudad. De esta forma, el fondo bibliográfico de Palacio Rudas se reunió con la colección de obras de Ricardo Gómez Campuzano en la hermosa casa de comienzos del siglo XX que fuera residencia de este último durante gran parte de su vida.

## Fondo bibliográfico
El fondo Palacio Rudas fue recibido por la Biblioteca Luis Ángel Arango en 1997, convirtiéndose en la más grande donación bibliográfica en la historia moderna de Colombia: El fondo se halla conformado por 41 457 volúmenes especializados en economía, ciencias políticas, política cafetera, derecho e historia. A pesar de su importancia, el entonces director de la biblioteca, Jorge Orlando Melo, reconocía que cerca del 60 por ciento de los títulos de la colección Palacio Rudas ya existían en la Luis Ángel Arango.